# Histerotomia
Histerotomia é uma incisão no útero, geralmente combinada com uma laparotomia durante uma cesariana. As histerotomias também são realizadas durante cirurgia fetal, e outras intervenções ginecológicas.